# Морговники
Морговники (пол. Morgowniki) — село в Польщі, у гміні Новогруд Ломжинського повіту Підляського воєводства. Населення — 108 осіб (2011).
У 1975-1998 роках село належало до Ломжинського воєводства.

## Демографія
Демографічна структура станом на 31 березня 2011 року:
|          | Загалом | Допрацездатний вік | Працездатний вік | Постпрацездатний вік |
| -------- | ------- | ------------------ | ---------------- | -------------------- |
| Чоловіки | 57      | 10                 | 42               | 5                    |
| Жінки    | 51      | 9                  | 32               | 10                   |
| Разом    | 108     | 19                 | 74               | 15                   |